# Orde van de Koningin van Sheba
De Meest Verheven Orde van de Koningin van Sheba (Engels: "The Most Exalted Order of The Queen of Sheba"), was een Ethiopische ridderorde. De orde werd in 1922 ingesteld door keizerin Zawditu. In eerste instantie was de orde een damesorde, later werd de onderscheiding aan dames en heren verleend. Meestal werd de onderscheiding voor koninklijke hoogheden en staatshoofden toegekend. Daarom kwam het waarschijnlijk nooit tot het uitreiken van andere versierselen dan die van het Grootkruis, een graad waarop zij in het protocol recht hebben.

## De graden
- Grootkruis
- Grootofficier
- Commandeur
- Officier
- Ridder

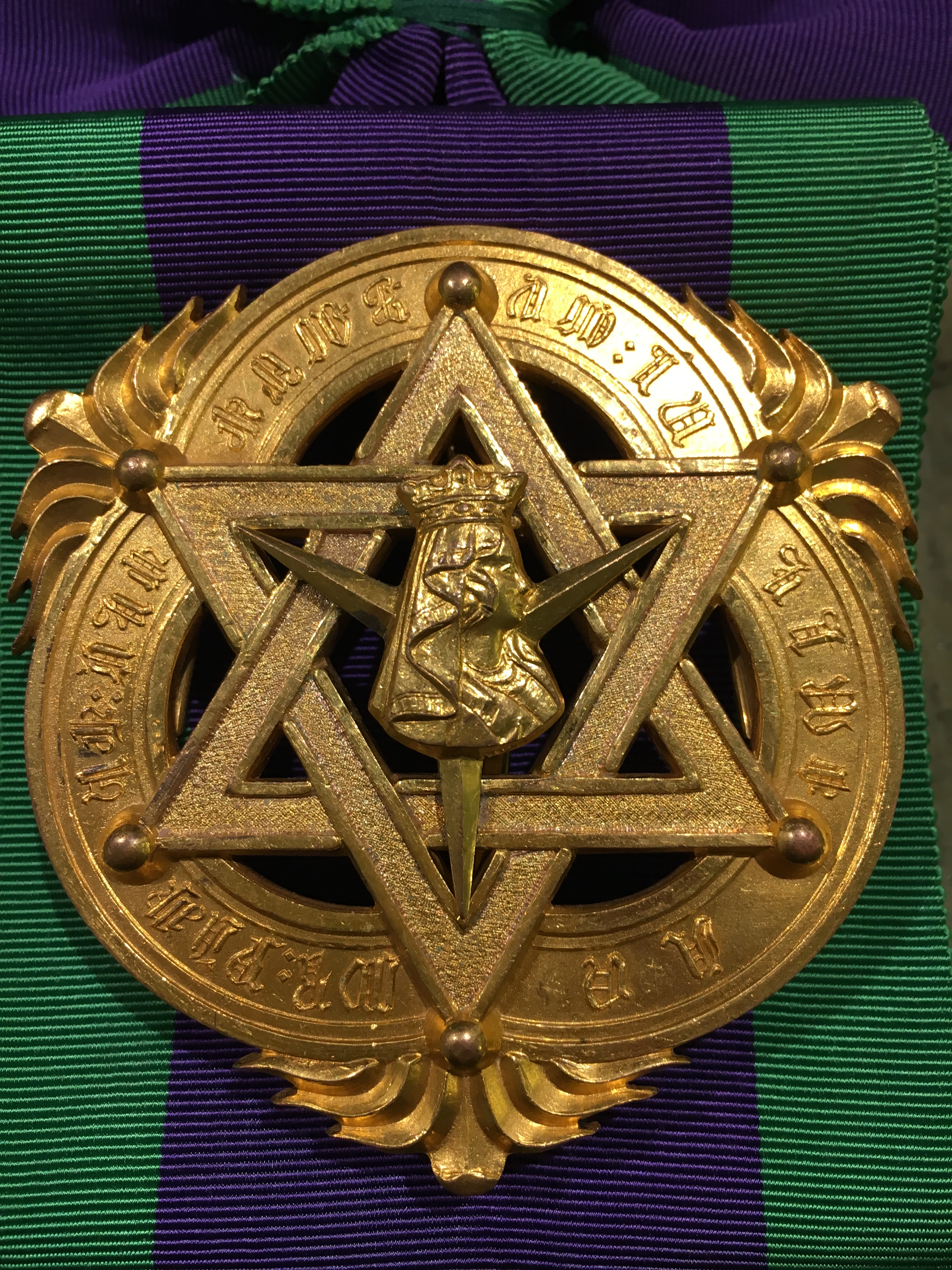
Orde van Koningin van Sheba

Het grootkruis is een gouden davidsster waarop een geïdealiseerd portret van de mythische, in het Oude Testament genoemde koningin van Sheba is gelegd. Als verhoging dient een gouden keizerskroon.
De ster is van goud en heeft de vorm van een driepas waarop de ster van David is gelegd. Het lint was purper met groene biezen.
Prins Bernhard der Nederlanden was Grootkruis in de Orde van het Zegel van Salomo en Grootkruis in de Orde van de koningin van Sheba, zie de Lijst van onderscheidingen van prins Bernhard der Nederlanden.